# Mastaba des Ti

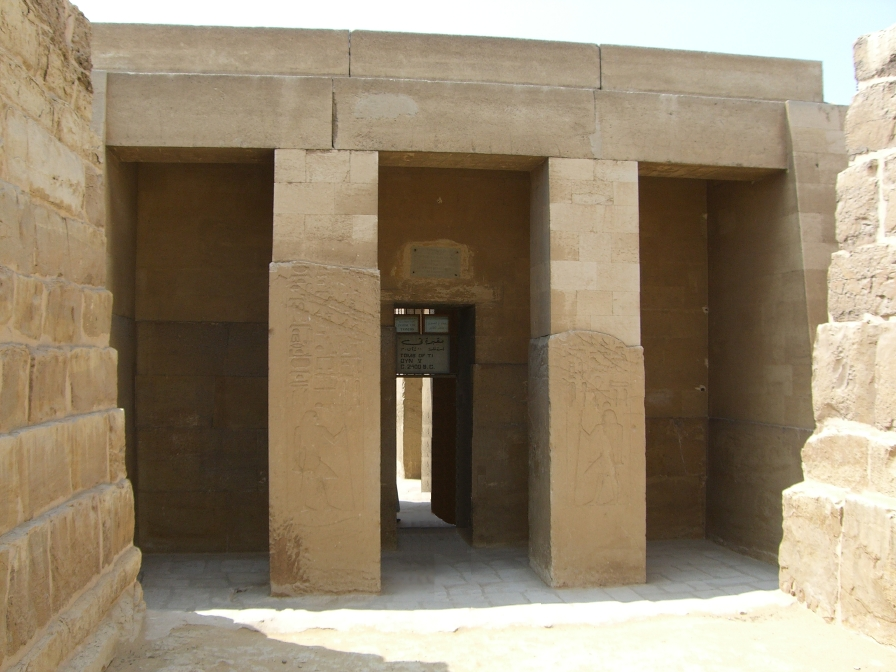
Eingangsbereich der Mastaba

Die Mastaba des Ti ist die Grabanlage eines Beamten in der altägyptischen Nekropole von Sakkara.

## Geschichte
Die Mastaba wurde ca. 2.400 v. Chr. während der 5. Dynastie des Alten Reichs als Grabanlage des ägyptischen Beamten Ti errichtet. Ti hatte zahlreiche höhere Ämter inne, wie etwa Verwaltungs- oder Priesterfunktionen in den Sonnenheiligtümern des Sahure, des Neferirkare und des Raneferef. Er trug Titel wie „Einziger Freund des Königs“ oder „Oberster Hoffriseur“. Die ihm erteilte Erlaubnis, in der Nekropole von Sakkara für sich selbst eine große Mastaba zu errichten, kann als besonderes Privileg verstanden werden. Auguste Mariette entdeckte die Mastaba während seiner Grabungen von 1865.

Grundriss der Mastaba

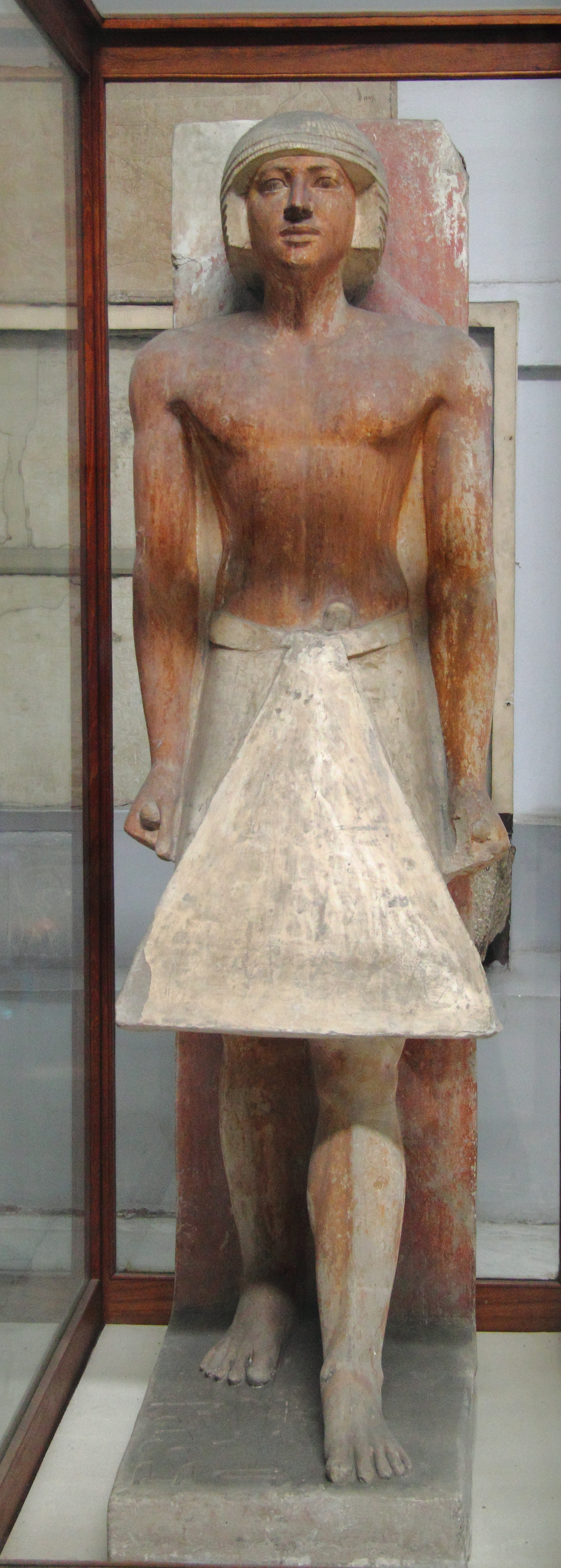
Statue des Ti aus seiner Mastaba, heute im Ägyptischen Museum, Kairo

## Lage und Aufbau
Die Mastaba befindet sich ca. 700 m nördlich der Stufenpyramide des Djoser. Der Oberbau der Mastaba  war ursprünglich freistehend, liegt heute jedoch unterhalb der Wüstensandlinie. Über eine Treppe ist durch eine Vorhalle (1) der von Säulen umgebene Innenhof (3) der Anlage erreichbar. Von dort führt ein mit Reliefs ausgekleideter Gang (4/5) zur ebenfalls reliefverzierten Kultkapelle (7). Dahinter ist durch Schlitze in der Wand der Serdab (8) einsehbar, in dem sich eine überlebensgroße Skulptur des Ti befand, die heute durch eine Kopie ersetzt ist (das Original befindet sich im ägyptischen Museum in Kairo). Unterhalb der Kultkapelle befindet sich der Sarkophag (D) in einer Sargkammer (C), die durch einen niedrigen, schräg abfallenden Schacht aus dem Innenhof erreichbar ist.

## Reliefs

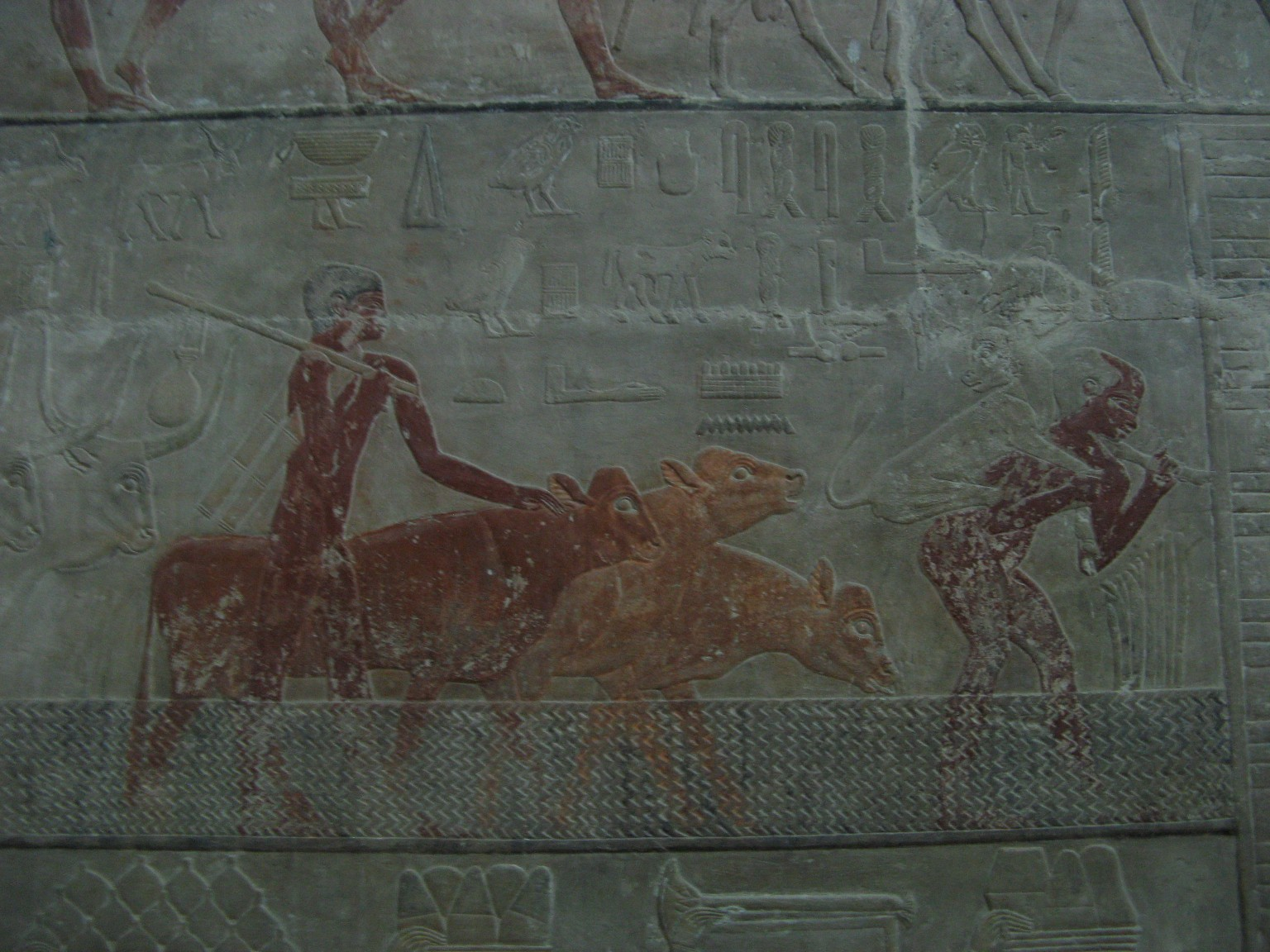
Viehtrieb durch einen Fluss

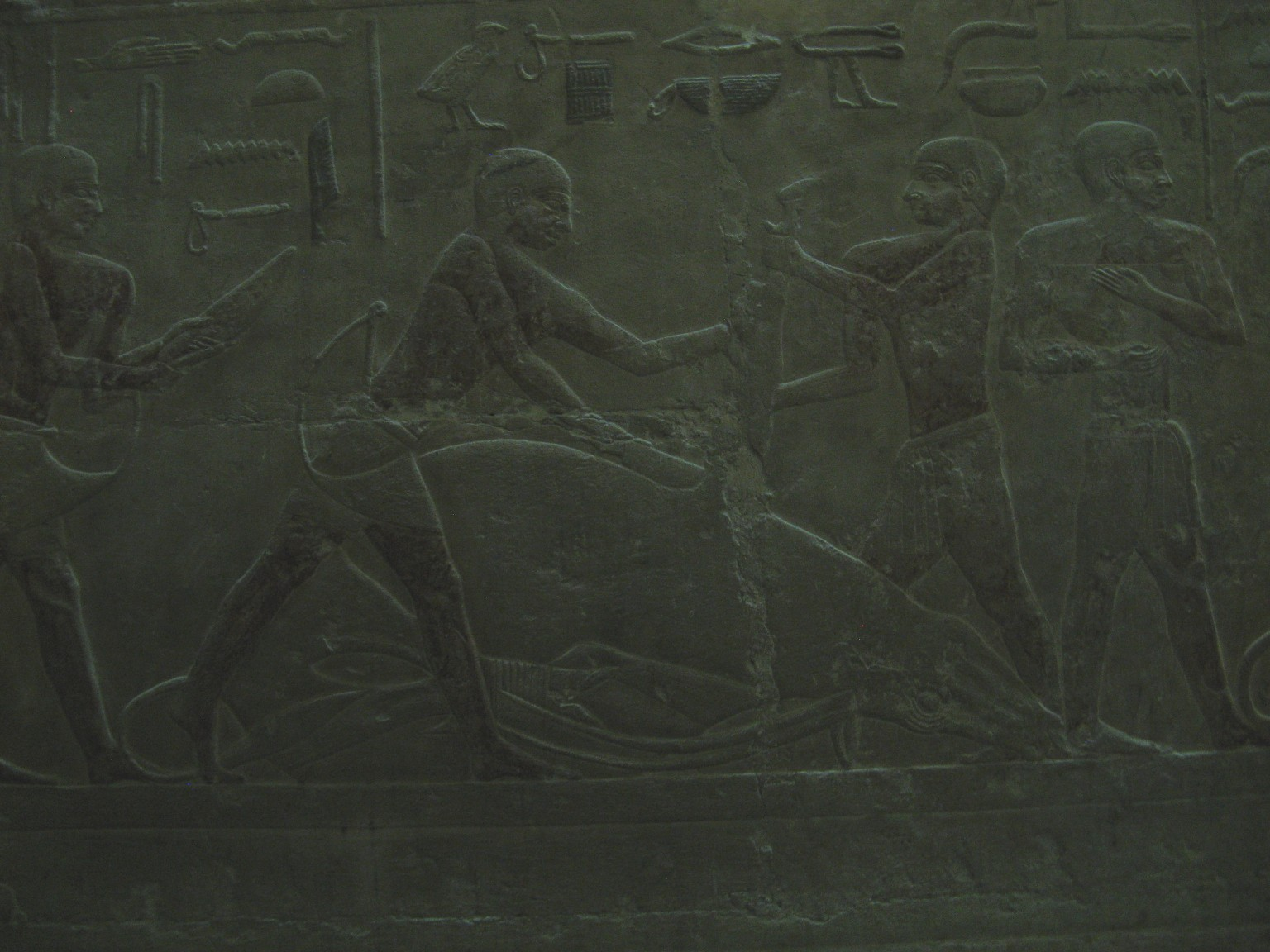
Schlachtung der Rinder

Die Mastaba des Ti ist insbesondere für ihre ursprünglich farbigen, feinlinig und detailreich ausgeführten Flachreliefs bekannt, auf denen Ti und seine Frau Neferhetpes in zahlreichen Szenen ihres täglichen Lebens abgebildet sind, beispielsweise bei der Landarbeit, dem Fischen, der Nilpferdjagd, der Papyrusernte, dem Zubereiten von Speisen, oder der Herstellung von Möbeln. Diese Darstellungen gelten als die künstlerisch herausragendsten und detailliertesten in Sakkara und bilden eine wichtige Quelle für die heutige Kenntnis des Alltags im Alten Reich. Im wohl gewollten Gegensatz zu diesen Alltagsszenen stehen die Reliefs an der Westwand der Kultkapelle um die Scheintür zum Serdab, die sich allein auf kultische Handlungen beziehen, wie etwa die Darstellungen von Opfertieren und Gabenträgern.

### Viehtrieb durch einen Fluss
In der Szene Viehtrieb durch einen Fluss (Nordseite der Kultkapelle) wird eine Rinderherde über eine Furt durch einen Fluss getrieben. Einer der Rinderhirten trägt ein Kalb auf den Schultern, um es sicher durch das Wasser zu bringen. Das Jungtier blickt ängstlich zu seiner Mutter zurück, die mit erhobenem Kopf nach ihm ruft. Die Szene zeichnet sich durch genaue Naturbeobachtung aus. Der „Kälbchenträger“ ist auch in anderen Gräbern als Motiv zu finden.

### Schlachtung der Rinder
In der Szene Schlachtung der Rinder (Ostseite des Gangs zur Kultkapelle) liegt ein bereits geschächtetes Rind am Boden, während gerade ein Schenkel abgetrennt wird und Behälter mit dem Blut des Rindes weggebracht werden. Schlachtungsszenen gehören zu den kanonischen Themen in altägyptischen Grabanlagen. Sie sollen die Darbringung von Fleischopfern durch Priester festhalten, die von altägyptischen Grabherren schon zu Lebzeiten durch schriftliche Verfügungen festgelegt wurde.